# Rivière Ditton Est
Pour les articles homonymes, voir Ditton.
La rivière Ditton Est est un tributaire de la rivière Ditton (bassin versant de la rivière au Saumon (Le Haut-Saint-François)). La rivière Ditton Est coule dans la municipalité de Chartierville, dans la municipalité régionale de comté (MRC) Le Haut-Saint-François, dans la région administrative de l'Estrie, dans la province de Québec, au Canada.
La sylviculture constitue la principale activité économique de cette vallée; l'agriculture, en second, surtout dans la partie inférieure.
La surface de la rivière Ditton Est est habituellement gelée de la mi-décembre à la mi-mars, sauf les zones de rapides; toutefois la circulation sécuritaire sur la glace se fait généralement de la fin-décembre au début de mars.

## Géographie
Les bassins versants voisins de la "rivière Ditton Est" sont:
- côté nord: rivière Ditton ;
- côté est:
- côté sud: West Branch Magalloway (États-Unis);
- côté ouest: rivière Ditton.

La rivière Ditton Est tire sa source à la confluence de deux ruisseaux de montagne, tout près de la frontière avec le Québec. 
Le cours de la rivière Ditton Est coule sur 5,9 km en zone forestière dans le canton d'Emberton, d'abord vers le nord en dévalant la montagne, en traversant le chemin Saint-Paul, puis en serpentant avant de tourner vers l'ouest en fin de segment, jusqu'à son embouchure.
La rivière Ditton Est se déverse dans un coude de rivière sur la rive sud de la rivière Ditton, à 1,4 km en amont de la confluence de la rivière Ditton Ouest. La confluence de la rivière Ditton Est est située au Nord-Est du village de Chartierville, au nord du chemin Saint-Paul, à l'est de la route Saint-Jean-Baptiste laquelle est identifiée comme la route 257.

## Toponymie
Le toponyme "Ditton" a été emprunté à l'appellation d'un important village et une paroisse civile dans le Tonbridge and Malling district de Kent, en Angleterre. Ce toponyme est aussi en usage au Québec pour désigner la rivière Ditton et la rivière Ditton Ouest.
Le toponyme "rivière Ditton Est" a été officialisé le 5 décembre 1968 à la Commission de toponymie du Québec.